# Parachironomus pectinatellae
Parachironomus pectinatellae är en tvåvingeart som först beskrevs av Arthur Dendy och James E. Sublette 1959.  Parachironomus pectinatellae ingår i släktet Parachironomus och familjen fjädermyggor. Inga underarter finns listade i Catalogue of Life.